# اتحادیه دهالگ‌رام
اتحادیه دهالگ‌رام (به لاتین: Dhalgram Union) یک منطقهٔ مسکونی در بنگلادش است که در Bagherpara Upazila واقع شده‌است.
 اتحادیه دهالگ‌رام ۴۶٫۶۲ کیلومتر مربع مساحت و ۲۱٬۹۲۷ نفر جمعیت دارد.